# Sainte Marcelline
Sainte Marcelline est née à Trèves, dans la Préfecture du prétoire des Gaules, vers 330 et morte vers 398.
Elle a pour frères les saints Satyr de Milan et Ambroise de Milan, ce dernier lui a dédié un traité intitulé « Libri III de virginibus ad Marcellinam » écrit en 377.